# Ныровское сельское поселение
Ныровское сельское поселение — муниципальное образование в составе Тужинского района Кировской области России.
Центр — село Ныр.

## История
Ныровское сельское поселение образовано 1 января 2006 года согласно Закону Кировской области от 07.12.2004 № 284-ЗО.

## Население
| 2010 | 2012 | 2013 | 2014 | 2015 | 2016 | 2017 |
| ---- | ---- | ---- | ---- | ---- | ---- | ---- |
| 746  | ↘693 | ↘654 | ↗658 | ↘644 | ↘626 | ↘610 |
| 2018 | 2019 | 2020 | 2021 |      |      |      |
| ↘605 | ↘575 | ↘540 | ↗560 |      |      |      |

## Состав
| № | Населённый пункт | Тип населённого пункта       | Население |
| - | ---------------- | ---------------------------- | --------- |
| 1 | Ныр              | село, административный центр | 434       |
| 2 | Артеково         | деревня                      | 3         |
| 3 | Кирино           | деревня                      | 0         |
| 4 | Пачи-Югунур      | деревня                      | 19        |
| 5 | Пиштенур         | деревня                      | 290       |
| 6 | Югунур           | деревня                      | 0         |